# Shibganj
För andra betydelser, se Shibganj (olika betydelser).
Shibganj är en ort i Bangladesh.   Den ligger i provinsen Rajshahi, i den västra delen av landet, 250 km väster om huvudstaden Dhaka. Antalet invånare är 35 961.